# Полянка (Одесская область)
Полянка (укр. Полянка) — село, относится к Белгород-Днестровскому району Одесской области Украины.
Население по переписи 2001 года составляло 87 человек. Почтовый индекс — 67761. Телефонный код — 4849. Занимает площадь 0,3 км².

## История
В 1945 г. Указом ПВС УССР село Алкалия переименовано в Полянку.

## Местный совет
67760, Одесская обл., Белгород-Днестровский р-н, с. Маразлиевка, ул. Комсомольская, 76